# Béret de chasseur alpin
Pour la pâtisserie, voir Tarte des Alpes.

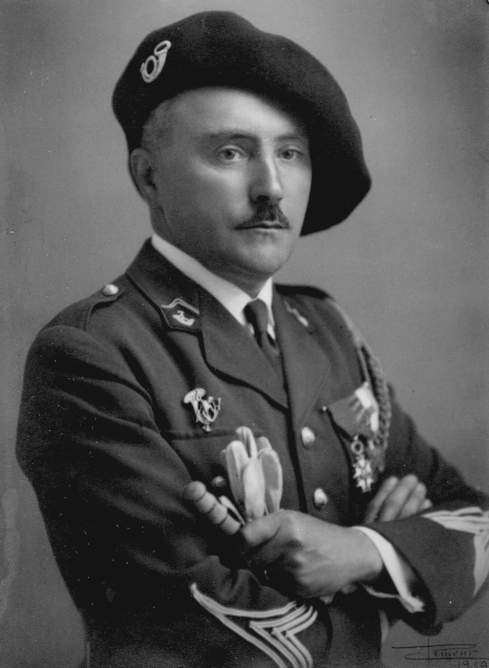
Le commandant Soutiras, officier des Chasseurs alpins, en 1939

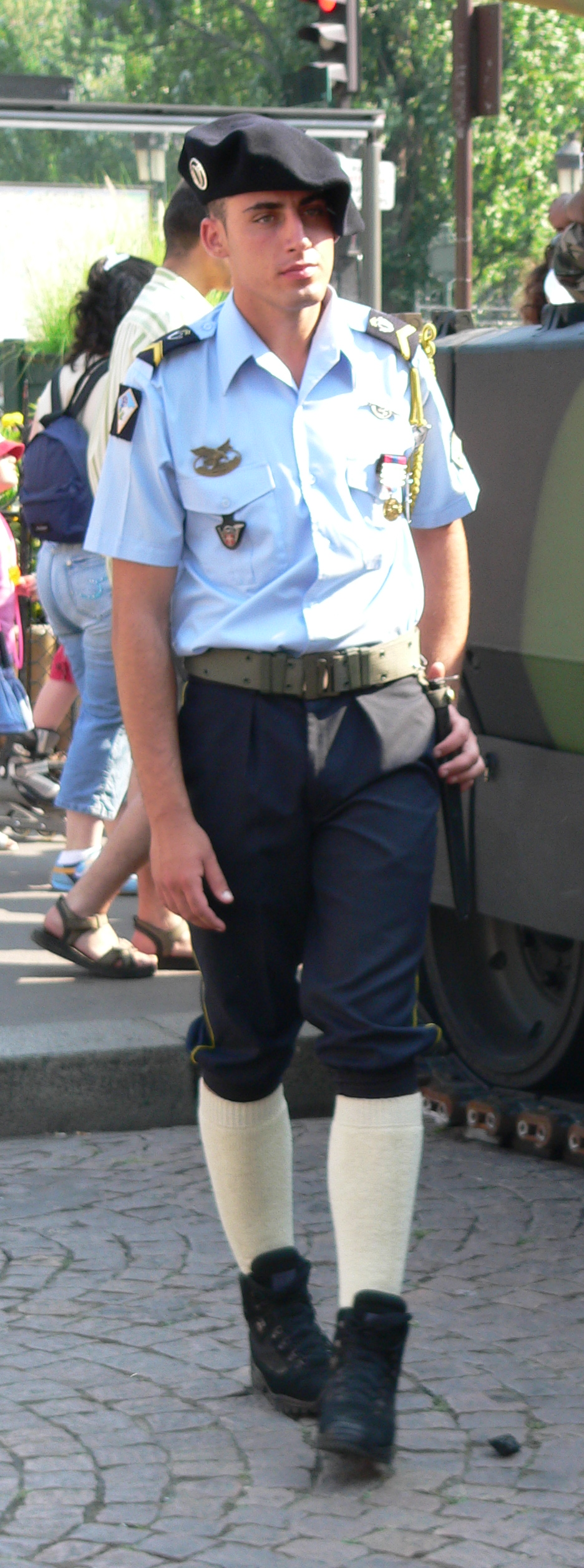
Chasseur alpin portant son béret.

Le béret de chasseur alpin (aussi nommé tarte ou crêpe) est un large béret porté par les troupes de montagne françaises, qui regroupent des unités au-delà de la seule tradition des chasseurs, et les scouts alpins (spécialité montagne des Scouts d'Europe). Il est également porté par les unités de montagne de la police nationale (CRS) dans les années 1950 et 1960, puis à nouveau depuis 2019, ainsi que par les unités de montagne de la gendarmerie nationale.
Il est porté ou fut porté dans l'armée de Terre par des corps d'artillerie (93e RAM), d'infanterie alpine non-chasseurs (159e régiment d'infanterie alpine), mais également par des chasseurs à cheval (4e régiment de chasseurs).

## Description
Il est fabriqué selon les principes du béret traditionnel d’origine béarnaise : tricotage en laine, feutrage, teinture, grattage et finitions, pose de l’insigne, le cor de chasse emblème des Chasseurs. Il se caractérise, comme la plupart des bérets militaires, par un temps de feutrage très long, ce qui lui confère une grande solidité et son imperméabilité. Son grand diamètre, environ 30 cm, lui permet selon la tradition de protéger son porteur de la tête aux pieds. Traditionnellement noir, il est blanc pour les tenues d’hiver. Il est porté incliné sur la gauche, l’insigne étant du côté droit. Cet insigne diffère selon l'arme d'appartenance (cor de chasse pour les chasseurs alpins, etc).

## Historique
Le béret est adopté en 1889 comme coiffe des chasseurs, qu'ils soient à pied ou alpins, par le ministère de la Guerre. La « tarte », comme tous les chasseurs l'appellent, devient vite l'emblème des chasseurs alpins, suffisamment grande pour protéger les pieds[réf. nécessaire] lors des longues gardes en montagnes, elle protège aussi du soleil. Lors de la Première Guerre mondiale, les chasseurs abandonneront même le casque réglementaire pour porter leur emblème, la tarte, durant les combats.
Peu à peu, le béret est adopté par d’autres armes, d’abord en France, puis à l’étranger, dans un format plus réduit, et se distinguant par des couleurs différentes, la tarte restant l’apanage des troupes de montagne. Il n'y a pas que les chasseurs de spécialité alpine qui portent la tarte. Les cavaliers, comme les artilleurs des régiments faisant partie de la Brigade d'Infanterie de Montagne la portent aussi. Auparavant les fantassins des Régiments d'Infanterie Alpine (RIA), et les sapeurs affectés à la 27e D.A portaient la tarte. Les légionnaires du Régiment de Génie affecté à la 27e BIM devraient porter la tarte puisque troupes de montagne.

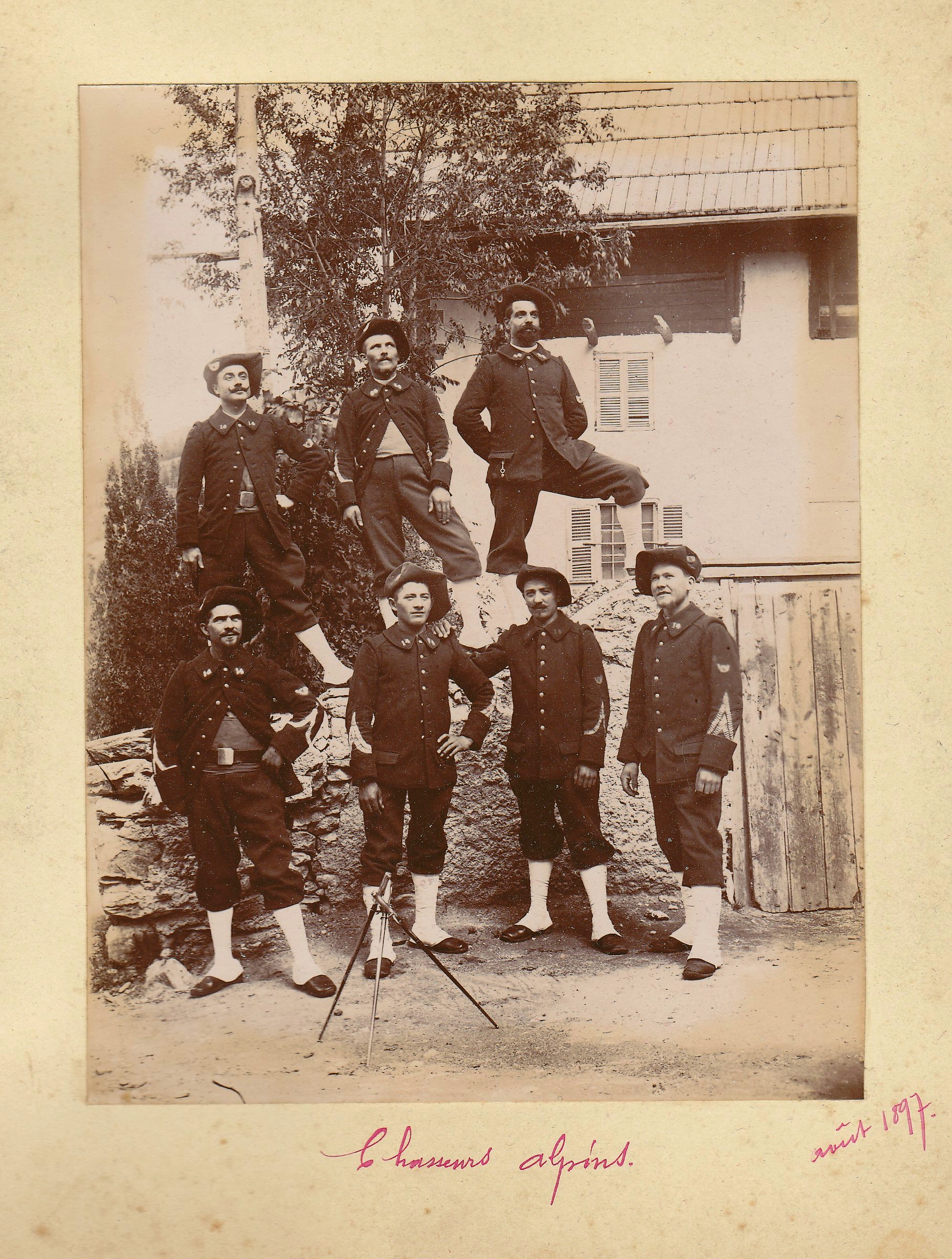
Un groupe de chasseurs alpins en 1897, 14e bataillon.